# Harrijärvi (sjö i Finland, Lappland, lat 69,68, long 28,80)
Harrijärvi är en sjö i Finland. Den ligger i kommunen Enare i landskapet Lappland, i den norra delen av landet, 1 100 km norr om huvudstaden Helsingfors. Harrijärvi ligger 90,4 meter över havet. Arean är 1,03 kvadratkilometer och strandlinjen är 12,84 kilometer lång. Sjön  ingår i Neidenälvens huvudavrinningsområde. 